# 정허후이쯔
정허후이쯔(중국어: 郑合惠子, 1994년 9월 16일 ~ )는 중국의 배우이다. 푸젠성 푸저우시 출신이다.